# El cardenal
El cardenal (The Cardinal) es una película de 1963 con guion de Robert Dozie basado en una novela de 1950, escrita por Henry Morton Robinson, que trata sobre la vida de Francis Spellman, que fue arzobispo de Nueva York y cardenal.
La película, rodada en Boston, Roma y Viena, fue dirigida y producida de manera independiente por Otto Preminger. El asesor oficial fue Joseph Ratzinger, que después sería el papa Benedicto XVI.

## Sinopsis
La película muestra la vida del clérigo estadounidense de origen irlandés Francis Spellman (en la película, Stephen Fermoyle, interpretado por Tom Tryon) desde su ordenación en 1917 hasta su ascensión a cardenal al filo de la Segunda Guerra Mundial. Fermoyle pasa de una crisis a otra, primero con su propia familia para después subir la jerarquía del obispado de Boston hasta llegar a la Curia Vaticana. El film toca temas tan socialmente interesantes desde el punto de vista católico como el matrimonio interreligioso, la sexualidad, el aborto, los derechos civiles, el racismo, el fascismo y la guerra.

## Reparto
- Tom Tryon: Stephen Fermoyle
- Carol Lynley: Mona Fermoyle / Regina Fermoyle
- Dorothy Gish: Celia Fermoyle
- Maggie McNamara: Florrie Fermoyle
- Bill Hayes: Frank Fermoyle
- Cameron Prud'Homme: Din Fermoyle
- Romy Schneider: Annemarie von Hartman
- Cecil Kellaway: Monseñor Monaghan
- Raf Vallone: Cardenal Quarenghi
- Loring Smith: Cornelius J. Deegan
- John Saxon: Benny Rampell
- James Hickman: Padre Lyons
- Berenice Gahm: Señor Rampell
- John Huston: Cardenal Glennon
- José Duvall: Ramón Gongaro (acreditado como Jose Duval)
- Peter MacLean: Padre Callahan
- Robert Morse: Bobby and His Adora-Belles
- Burgess Meredith: Reverendo Ned Halley
- Josef Meinrad: Cardenal Innitzer
- Wolfgang Preiss: General de las SS

## Premios
Preminger fue candidato a los Oscar en la categoría de mejor director; John Huston en el de mejor actor secundario (que ganó el Globo de Oro). El papel de Huston fue su debut en el mundo de la interpretación, aunque había hecho pequeños cameos en otras películas dirigidas por él mismo. 
Otras nominaciones de los Oscar fueron el de mejor fotografía (Leon Shamroy), mejor dirección artística (Lyle R. Wheeler Gene Callahan), mejor vestuario (Donald Brooks), y mejor montaje (Louis R. Loeffler).